# 朝比奈るい
朝比奈 るい（あさひな るい、1989年10月7日 - ）は、日本のAV女優。

## 略歴・人物
2009年にAVデビュー。

## 出演作品

### アダルトビデオ
2009年
- ビーチボールオナニー 4（5月8日、アキバコム制作部）他出演:野村香奈
- Can College 42（5月13日、プレステージ）
- 萌えあがる募集若妻 淫らに狂い出す身売り若妻 117 るいさん（5月22日、プレステージ）
- 地下ファックボクシング VOL.1（5月29日、アキバコム制作部）
- 激闘!! 女子エロボクシング vol.1（6月12日、アキバコム制作部）共演:逢沢なお
- ザ・カメラテスト 67 入れるとですか? 激しか〜気持ちよか〜チョーやばか〜!! （6月30日、アテナ映像）他出演:朝比奈めい、桃井りん、千花澪、山内紗耶香
- 美形ミニスカギャル限定!! エッチでドッキリ悪戯ナンパ!!!（8月6日、GARCON）他出演:桐生さくら、RUMIKA、須真杏里、佐伯つばさ ほか
- 陵辱人妻狩り!! 4（8月20日、ヒビノ）他出演:森元あすか、七瀬愛梨
- ザ・ギャルナン Vol.19（9月17日、グローリークエスト）他出演:水野美香 ほか
- 恋夜 【ren-ya】 〜第十六章〜（10月1日、プレステージ）
- 手淫 テコキックス vol.3 〜おねだりプレイでLOVEハンド〜（10月9日、映天）…オムニバス作品
- 素人カップルナンパ! 彼氏の前でヤラれる彼女 14（10月10日、ホットエンターテイメント）他出演:水野ありす ほか
- 黒ストッキング美脚OL（10月19日、YeLLOW）共演:風見渚、鷹宮りょう、成島りゅう
- アクメ車イスがイクッ!! in原宿&新宿（10月22日、SODクリエイト）他出演:折原まみ、小野リナ
- 美脚ミニスカ 08（10月31日（レンタル）／11月20日（セル）、クリスタル映像）他出演:星野あかり、夢見ほのか
- 極上 素人おもいっきり生電マ 2（11月5日、ナチュラルハイ）他出演:さくら、森谷みう
- 素人ハレン恥野球拳 勝てば賞金 負ければ罰ゲーム!! 5（11月5日、ヒビノ）オムニバス作品
- オトナノジカン 06（11月13日、ゴーゴーズ）
- 女監督ハルナの横取りレズナンパ! MM号と♂が口説きオトせなかった極カワ素人の高嶺のオマ○コをガチ女好き女優・佐伯奈々が喰いまくる!（11月19日、ディープス）共演:佐伯奈々
- 手コキでベロちゅ〜 8 12人の接吻&手淫絶頂（11月19日、YeLLOW）他出演:桐島ひかり、鈴香音色、星島ちさ、成島りゅう、松田早紀、平井綾、優木あおい、紗奈、西村アキホ、風見渚
- 女子校生日記 秋（11月30日（レンタル）／12月11日（セル）、LEO）他出演:安達みずほ、和希あい、天宮ゆきな
- レズビアンベロちゅ〜（12月19日、YeLLOW）共演:鷹宮りょう 他出演:高坂保奈美、桐原あずさ、真田春香、星優乃、松田早紀、成島りゅう、風見渚、今野梨乃、松生彩、上原まみ、櫻井ゆうこ、長澤りお、一色ほなみ、七草まつり、七宮はるか、七瀬愛梨、平山薫、森本美貴、星名麗、国見奈々、中野みづほ

2010年
- GALCIR 4（1月1日、アイデアポケット）共演:成瀬心美、平井綾、西村アキホ、natsuha♥、石川鈴華、諸星セイラ、KYOKO、KEI、RUMIKA、桐生さくら、RIKA、結輝レイ、泉麻那
- FELLATIO FESTIVAL 15（1月1日、アイデアポケット）他出演:RIKA、☆LUNA☆、KEI、つぼみ、平井綾、KYOKO、夏川亜咲、泉麻那、桐生さくら、二宮せりな、乙音奈々、西村アキホ、石川鈴華、蓮美、諸星セイラ、RUMIKA
- 女子社員教育 新入社員は黒パンストにチ○ポをこすってヤル気にさせろ!（1月7日、ヒビノ）
- オフィスレディー M奴隷 5（1月29日（レンタル）／3月11日（セル）、LEO）他出演:安達みずほ、和希あい、天宮ゆきな
- 童貞の僕の部屋に超アゲアゲ美形ギャル軍団がやって来て無理やり5発抜かれちゃいました!!（2月4日、GARCON）共演:RUMIKA、☆LUNA☆、吉田花 ほか
- 新宿区キャバクラ店 歌舞伎町キャバ嬢こっそりオナニー盗撮 美人キャバ嬢36人（2月7日、東京スペシャル）オムニバス作品
- 街角素人ナンパ 身動き取れない素人さんのお顔にムリヤリ精子をぶっかけたい!（3月20日、ピーターズ）他出演:大沢美加 ほか
- 清楚系素人フェラナンパ（4月20日、ピーターズ）他出演:桐生さくら ほか